# Hajduk

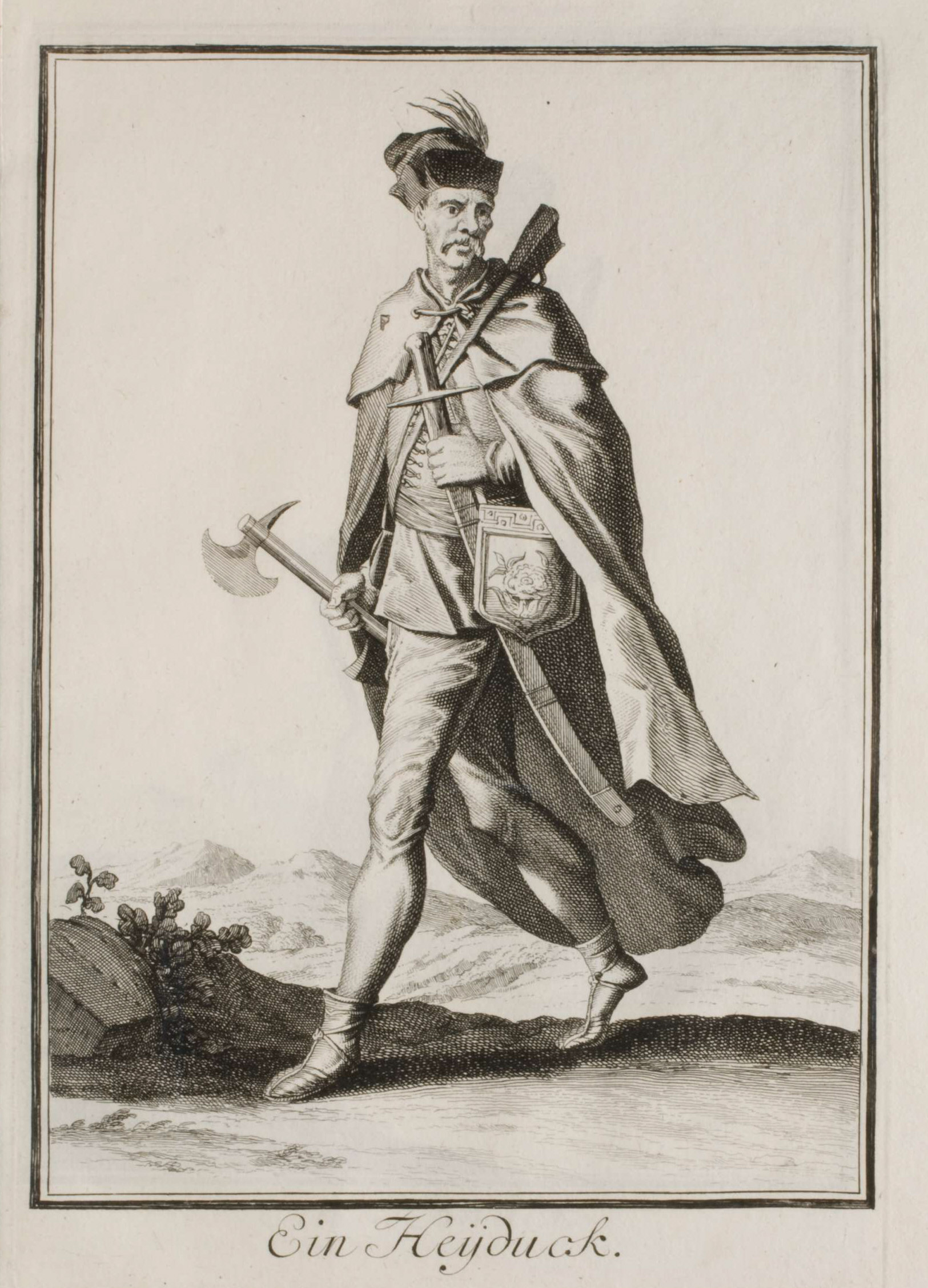
Hajduk

Hajduci (sg. hajduk, řidčeji hejduk, z maďarského hajdú, nebo arabského hajdud) byli protiosmanští bojovníci, kteří působili na území hlavně Srbska, ale taky Valašska, či Bulharska (tam se používal název Hajdutin).
Přestože se jednalo o různé existence, kde kromě cílevědomých bojovníků proti turecké nadvládě působili i mnozí loupežníci, získali díky útlaku místních národů hajduci velmi pozitivní obraz a dokázali živit protiosmanský odpor v srbské, bulharské, či bosenské kultuře (hlavně v lidové poezii). 
Hajduci tvořili oddíly (družiny) o několika desítkách lidí, shromažďovali se v lesích, v odlehlých místech, v horách. Zpočátku (na začátku 17. století) nebyli schopni větších akcí, později však turecké správě působili nemalé potíže a ta proti nim rázně bojovala, považovala je za zločince a vrahy. Hajducké družiny se projevily taky v dobách srbských povstání (první v roce 1804 a druhé v roce 1815), kdy se přidaly ke vzbouřencům.
O hajducích psal například Branislav Nušić, věnoval jim celý jeden román (Hajduci). 
V díle Derviš a smrt bosenského spisovatele Meši Selimoviće jsou hajduci vykresleni jako banditi, přepadající obchodní karavany.
Hajduci inspirovali název chorvatského fotbalového klubu HNK Hajduk Split a českého amatérského fotbalového klubu Hajduk Lipník.